# ترن اوربانو
ترن اوربانو (اسپانیایی: Tren Urbano‎) سیستم قطارشهری زیرزمینی در شهرهای سان خوآن، گواینابو و بایامون، پورتوریکو است.
این مترو که در سال ۲۰۰۴ تأسیس شده دارای ۱ خط، ۱۶ ایستگاه و ۱۷٫۲ کیلومتر طول می‌باشد.

## نگارخانه

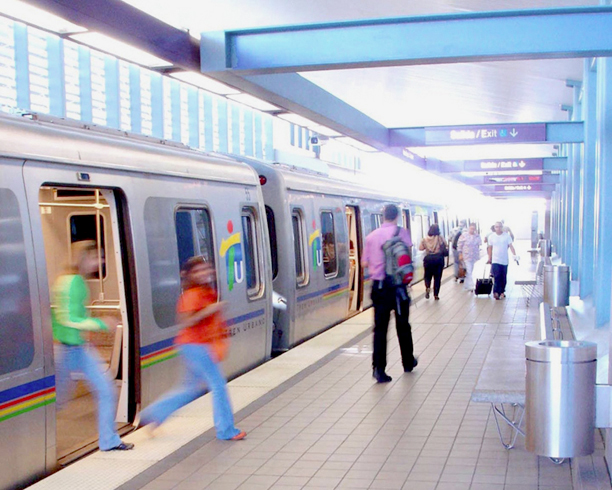
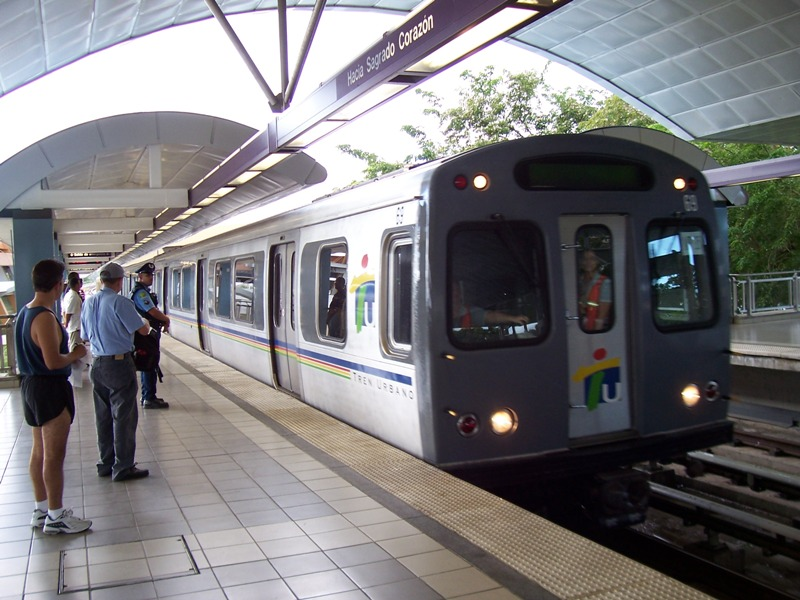
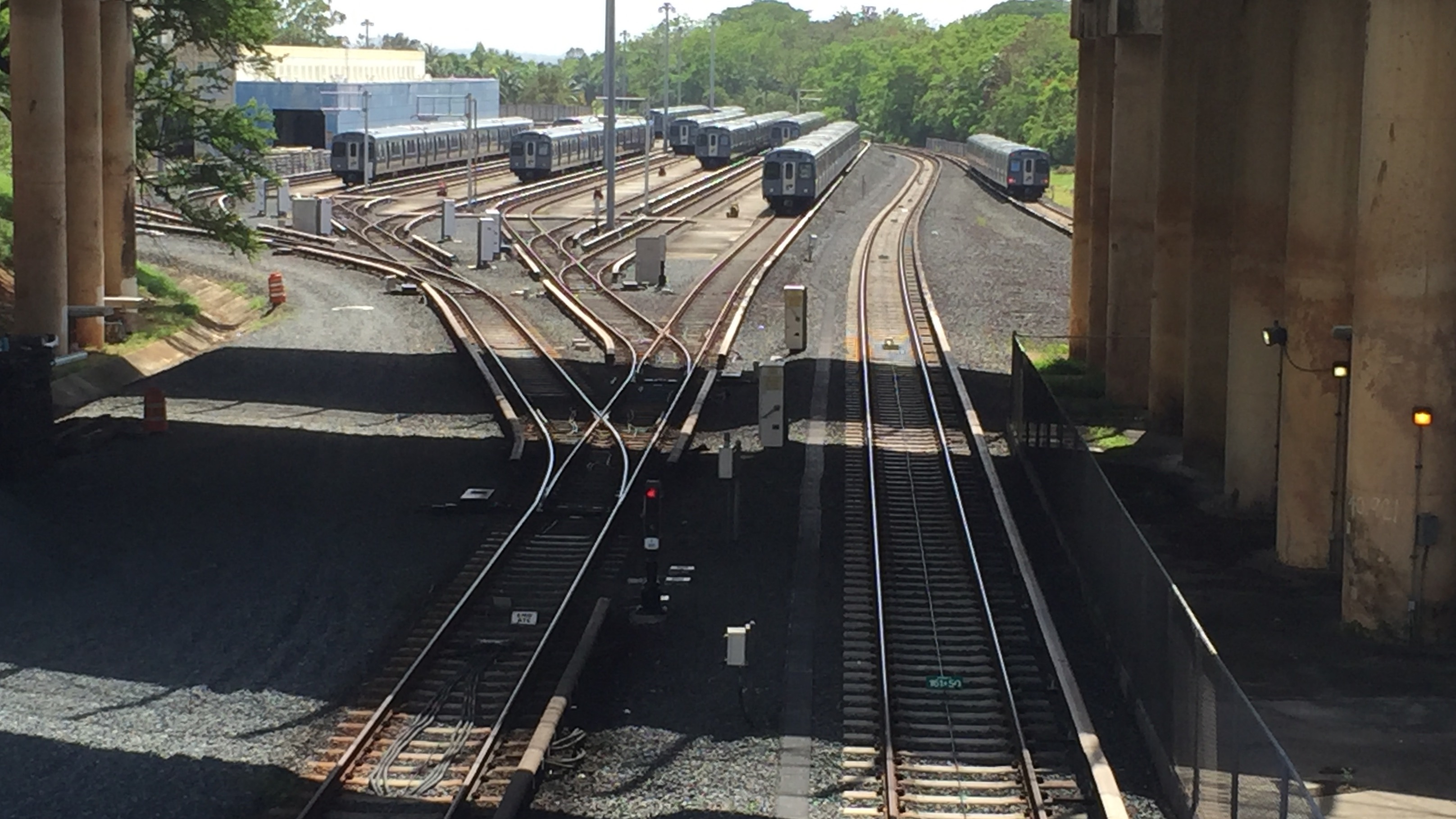